# Teacher's Pet - Un cane di... classe
Teacher's Pet - Un cane di... classe (Teacher's Pet) è una serie televisiva animata statunitense del 2000, creata da Gary Baseman, Bill Steinkellner e Cheri Steinkellner.
Prodotta da Walt Disney Television Animation, la serie segue un bambino di 9 anni e il suo cane che si traveste da umano.
La serie è stata trasmessa per la prima volta negli Stati Uniti su ABC, all'interno di ABC Kids, dal 9 settembre 2000 al 9 febbraio 2002 e su Toon Disney dall'11 gennaio al 10 maggio 2002, per un totale di 39 episodi (47 segmenti) ripartiti su due stagioni. In Italia è stata trasmessa su Disney Channel dal 10 marzo 2001 e successivamente anche su Rai Due. Questa è la prima serie animata televisiva Disney ad essere prodotta in alta definizione widescreen.

## Episodi
| Stagione         | Episodi | Prima TV USA | Prima TV Italia |
| ---------------- | ------- | ------------ | --------------- |
| Prima stagione   | 13      | 2000-2001    | 2001            |
| Seconda stagione | 26      | 2001-2002    | 2002            |

## Personaggi
- Spot Helperman
- Leonard Helperman
- Mary Lou Helperman
- Preside Strickler
- Mr. Jolly
- Pretty Boy
- Ian Wasalooskey
- Leslie